# East Bay (Prince Olav Harbour)
Die East Bay (englisch für Ostbucht) ist eine 800 m breite Nebenbucht des Prince Olav Harbour an der Nordküste Südgeorgiens. Sie liegt zwischen dem Dinghy Point und dem Squire Point.
Ihren typonymen Namen erhielt die Bucht durch Teilnehmer der Quest-Expedition (1921–1922) unter der Leitung des britischen Polarforschers Ernest Shackleton bzw. dessen Stellvertreters Frank Wild.